# Théorème de Banach-Alaoglu-Bourbaki
Pour les articles homonymes, voir Théorème de Banach et Bourbaki.
Le théorème de Banach-Alaoglu-Bourbaki est un résultat de compacité en analyse fonctionnelle, dû à Stefan Banach dans le cas d'un espace vectoriel normé séparable et généralisé en 1938 par Leonidas Alaoglu puis Nicolas Bourbaki.
Si E est un ℝ-espace vectoriel topologique et V un voisinage de 0, alors l'ensemble polaire V° de V, défini par
est une partie compacte du dual topologique E' pour la topologie faible-*.
Dans le cas où E est un espace vectoriel normé, cela revient à dire que la boule unité fermée de E' (pour la norme de la topologie forte) est *-faiblement compacte, ou encore, que toute partie de E'  fortement bornée est *-faiblement relativement compacte.
Dans un espace de Banach réflexif (en particulier un espace de Hilbert), la topologie faible-* coïncide avec la topologie faible et toute suite bornée admet une sous-suite faiblement convergente.

## Démonstration
Le dual topologique E', muni de la topologie faible-*, est un sous-espace du produit ℝE.
Dans ce produit, V° est inclus dans un produit de segments (car V est absorbant) donc dans un compact (d'après le théorème de Tychonoff dans le cas séparé — équivalent à une version affaiblie de l'axiome du choix).
Enfin, V° est fermé, comme intersection des fermés Fx,y,λ qui définissent la linéarité d'un élément de ℝE :
{\displaystyle F_{x,y,\lambda }=\{\ell \in \mathbb {R} ^{E}\mid \ell (\lambda x+y)=\lambda \ell (x)+\ell (y)\}\quad (x,y\in E,\lambda \in \mathbb {R} )}
et des fermés Gv qui imposent les contraintes sur V :
{\displaystyle G_{v}=\{\ell \in \mathbb {R} ^{E}\mid |\ell (v)|\leq 1\}\quad (v\in V).}
En effet, une forme linéaire sur E qui vérifie ces contraintes est automatiquement continue, car bornée sur le voisinage V de 0.

## Version séquentielle
Si un espace vectoriel normé E est séparable alors la boule unité B de son dual topologique (munie de la topologie faible-*) est métrisable donc sa compacité équivaut à sa compacité dénombrable et à sa compacité séquentielle. On peut démontrer directement cette dernière de façon plus élémentaire :
Soient (ℓn) une suite dans B, et D une partie dénombrable dense de E. Par le procédé diagonal de Cantor, on peut extraire de (ℓn) une sous-suite qui converge simplement sur D. Par équicontinuité, cette sous-suite converge alors simplement sur E tout entier (donc sa limite appartient à B).
Si E n'est pas séparable, le compact B peut ne pas être séquentiellement compact : un contre-exemple est fourni par E = ℓ∞ = C(βℕ).